# P+R Černý Most
P+R Černý Most je největší parkovací dům v Praze. Nachází se na ulici Chlumecká u stanice metra Černý Most a dojíždějícím do hlavního města slouží v záchytném režimu „Park & Ride" (P+R). Čtyřpatrová stavba má kapacitu 886 automobilů, 76 jízdních kol a 28 motocyklů. Parkoviště bylo dokončeno 1. prosince 2021 a stálo více než půl miliardy korun – více než 550 tisíc na jedno parkovací místo.
Před výstavbou parkovacího domu se na místě nacházelo pozemní parkoviště o kapacitě 294 míst. Bylo uzavřeno 31. května 2020.